# Carrozzeria Fratelli Corna
Die Carrozzeria Fratelli Corna (kurz: Corna) war ein italienischer Hersteller von Automobilkarosserien, der in den 1950er- und 1960er-Jahren Aufbauten für Sportwagen in Handarbeit fertigte. Der Familienbetrieb mit Sitz in Turin arbeitete zumeist als Subunternehmen für andere Karosseriewerke. Eine enge Beziehung bestand vor allem zu dem traditionsreichen Mailänder Karosseriebauunternehmen Zagato und dem Turiner Sportwagenhersteller Abarth.

## Unternehmensgeschichte
Die Carrozzeria Fratelli Corna wurde von zwei Brüdern betrieben. Die in Turin ansässige Werkstatt begann nach dem Ende des Zweiten Weltkriegs als Reparaturbetrieb für Automobile. Über die Fertigung von Reparaturblechen kam das Unternehmen schließlich zur Herstellung kompletter Karosserien. In den 1950er-Jahren erwarb sich Corna in der Automobilindustrie einen Ruf als Spezialist bei der Verarbeitung von Aluminiumblechen. Zwar formal eigenständig, war das Unternehmen phasenweise eng mit Zagato in Mailand verbunden; mehrjährig fungierte es teils als dessen Subunternehmen, teils de facto als dessen Turiner Niederlassung, insbesondere bei Arbeiten für den gleichfalls in Turin ansässigen Hersteller Abarth. Ab 1957 nutzten die Brüder Räumlichkeiten an der Via Col di Lana 32 (Ecke Via Postumia, nahe dem Abarth-Werk am Corso Marche); zuvor war dort die zweite Betriebsstätte des Karosseriebauunternehmens ILLAT ansässig gewesen, das später – zu Beginn der 1960er Jahre als Carrozzeria Beccaris – ebenfalls für Abarth tätig wurde und Corna dort schrittweise, sodann im Herbst 1961 vollständig ersetzte. Paula Reisner, die als Ehefrau des Intermeccanica-Gründers Frank Reisner die Arbeit bei Corna zeitweise als Augenzeugin miterlebte, schätzte die Produktionsprozesse in der Werkstatt rückblickend als chaotisch ein. Die Corna-Brüder arbeiteten ohne Zeichnungen nach Augenmaß und mit groben Werkzeugen. Die fertigen Karosserien seien aber über jeden Zweifel erhaben gewesen.
Eine Quelle berichtet ohne Angabe weiterer Einzelheiten, dass die Carrozzeria Fratelli Corna „in den 1960er-Jahren“ den Betrieb einstellte. Eine andere Quelle gibt an, dass der Betrieb in den (späten) 1960er-Jahren nach Cagliari in den Süden Sardiniens verlegt wurde. Dort entstanden aber – soweit bekannt – keine kompletten Fahrzeugkarosserien mehr. In Sestu, einer Gemeinde im nördlichen Umland von Cagliari, bestehen bis heute (Stand: 2021) ein auf die Marke Nissan spezialisierter Fahrzeugreparaturbetrieb als Società a responsabilità limitata sowie ein markenungebundener, einzelkaufmännisch geführter Karosseriebaubetrieb unter Leitung eines Giancarlo Corna.

## Automobile mit Corna-Karosserie
1957 hatte Corna einen eigenen Stand bei einer internationalen Automobilausstellung. Auf dem Turiner Autosalon zeigte das Unternehmen den Parad-Iso, einen zweitürigen Kombi der Kleinwagen-Klasse mit einer von Giovanni Michelotti entworfenen Pontonkarosserie, der auf einem Iso-Chassis basierte. Der Wagen blieb ein Einzelstück. Danach stellte Corna keine Autos unter eigenem Namen mehr aus. 

### Abarth und Zagato

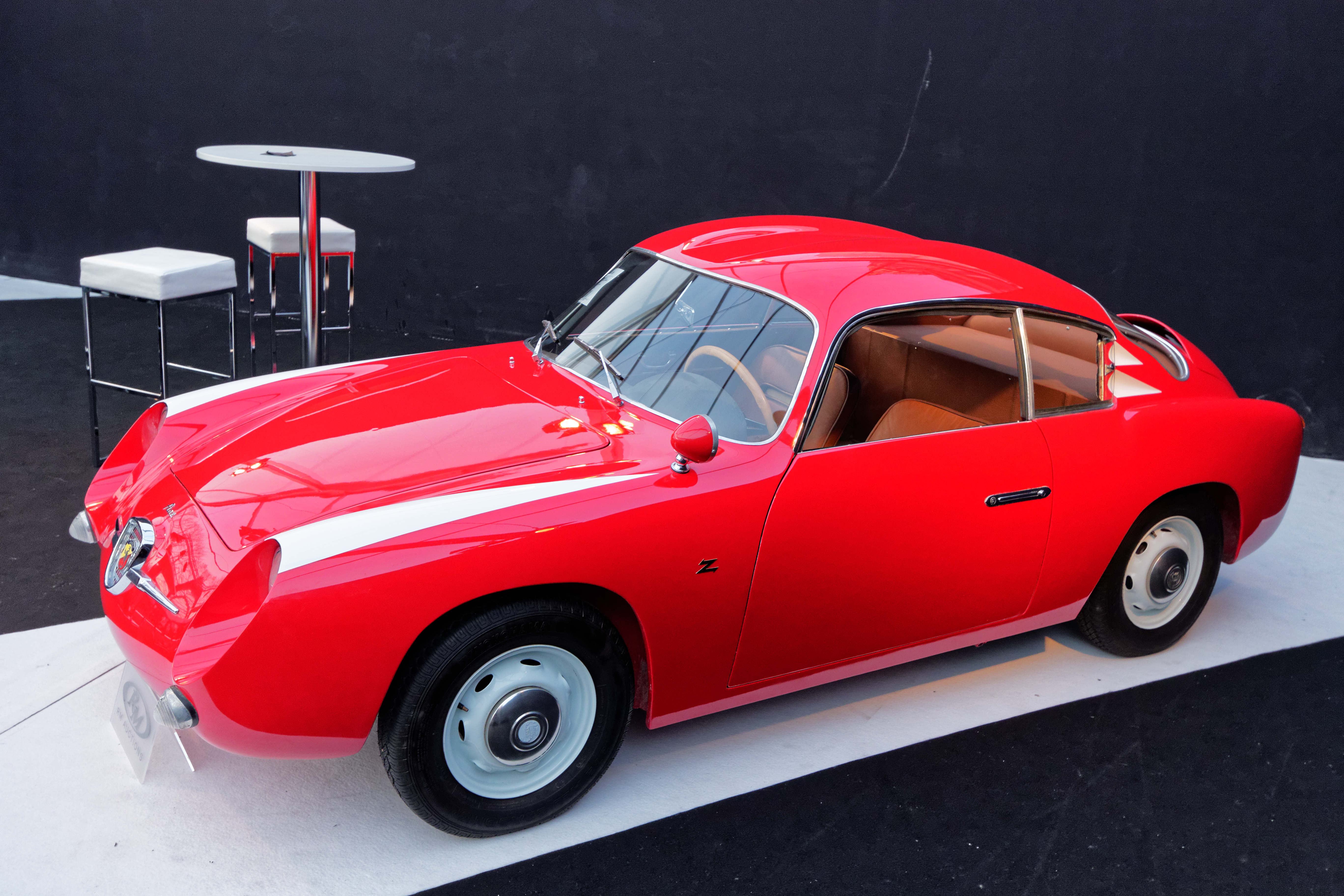
Fiat Abarth 750 GT Coupé Zagato (1958)

Seit den späten 1950er-Jahren war Corna als Subunternehmer vor allem für die Carrozzeria Zagato tätig. Die Zusammenarbeit begann mit dem Fiat Abarth 750 GT Coupé Zagato. Dessen Aluminiumkarosserie hatte Zagato ab 1956 zunächst selbst gebaut. Wahrscheinlich aus Kapazitätsgründen wurde die Produktion der Karosserie aber wenig später auf Corna ausgelagert, wo in den folgenden Jahren auch die Aufbauten für die Abarth-Modelle 700, 850 und 1000 Record Monza einschließlich der besonders sportlichen Bialbero-Versionen entstanden. Zu Beginn der 1960er-Jahre beendeten Abarth und Zagato ihre Zusammenarbeit – nach zwischenzeitlichem Streit – einvernehmlich per Abfindungszahlung. Vorübergehend bis etwa Herbst 1961 bauten die Corna-Brüder weiter Leichtmetallkarosserien für die Sportcoupés im Zagato-Stil, nun unmittelbar für Abarth, ehe dieser den Auftrag für eine überarbeitete Version (bezeichnet als Modelljahr 1962) vollständig an Beccaris vergab. Corna hingegen blieb Zagato verbunden und baute noch einige Jahre lang die Karosserien „nahezu aller Einzelstücke“ für ihn.
Die Auseinandersetzung zwischen Zagato und Abarth hatte bereits seit etwa 1958 geschwelt, ehe auch die Brüder Corna um den Jahreswechsel 1959/60 zunehmend hineingezogen wurden. Streitpunkt war zunächst die Außendarstellung, konkret die Frage, ob die Meriten für die zunehmenden Motorsport-Erfolge der Sportcoupés primär Abarth als Motorenbauer oder Zagato als Carossier (und damit mittelbar auch Corna) zustünden. Die Meinungsverschiedenheiten weiteten sich auf finanzielle Fragen aus, speziell die Tantiemen („Royaltys“), die Zagato – wie bei namhaften Karosseriegestaltern damals üblich – je Fahrzeug für die Nutzung der Karosserieform zusätzlich zum Preis für die Karosseriefertigung erhob; dem hielt Abarth die zwischenzeitlichen, von ihm initiierten Designänderungen entgegen. Weitere Streitpunkte waren die Abwicklung des von Abarth akquirierten Auftrags für die Rennsportversion Porsche 356 B Carrera GTL Abarth Coupé sowie die Entscheidung, zukünftig unter dem Namen Carrozzeria Abarth selbst als Karosseriebauer aufzutreten und zu diesem Zweck kleinere Betriebe wie Corna unmittelbar an sich zu binden.
Die sportlich bedeutsamsten Fahrzeuge, die die Carrozzeria Fratelli Corna eingekleidet hat, sind drei spezielle Rennsportcoupés. Sie wurden Anfang 1960 unmittelbar im Auftrag von Abarth für das 24-Stunden-Rennen von Le Mans 1960 aufgebaut und auch bei der Veranstaltung im Folgejahr als Werkswagen eingesetzt. In den Startlisten erschienen sie als Fiat Abarth 850S Bialbero (zwei Exemplare) beziehungsweise 700S (ein Exemplar); in der Fachliteratur werden zur Klarstellung und Verdeutlichung auch Zusätze wie Le Mans Coupé oder Coupé Corna sowie Berlinetta Corna verwendet, zum Teil auch die speziellen Abarth-internen Bezeichnungen ES 01 und ES 02 beziehungsweise SE 01 und SE 02 (statt je nach Hubraum Tipo 120 bis Tipo 122 wie bei den herkömmlichen Record Monza Bialbero Coupé Zagato). Die speziellen Corna-Coupés leiteten damit bei Abarth eine umfangreiche, schwer überschaubare Serie spezieller reinrassiger Rennsport-, Rallye- und Formelrennwagen der SE-Reihe ein, die auch dann noch fortgesetzt wurde, als Fiat 1971 das Unternehmen Abarth übernahm.
Konzeptionell und optisch ähnelten die speziellen Corna-Rennsportcoupés den Fiat Abarth 850 Bialbero Record Monza Coupé Zagato, waren dementsprechend zunächst für die (seriennahe) GT-Kategorie bestimmt und nutzten die Bodengruppe des Fiat 600 D mit dem klassischen Heckmotor-Konzept (Getriebe vor, Motor hinter der Hinterachse). Merkmale der drei Le-Mans-Rennsportcoupés waren: Erstmals eine schmale ovale Kühlluftöffnung an der Front für den nun nach vorne verlegten Wasserkühler (der ohne einen leistungszehrenden Ventilator auskommen musste); eine in mehreren Punkten modifizierte Vorderradaufhängung ohne die damals Fiat-typische Querblattfeder, eine optimierte Bremsanlage mit Scheibenbremsen vorne und schwarze Einsätze mit Entlüftungsschlitzen anstelle der hinteren Seitenfenster. Neben der Vorgabe, die Aluminiumkarosserien für den Renneinsatz besonders leichtgewichtig zu gestalten, war die Arbeit der Corna-Brüder durch den Umstand erschwert, dass Abarth erstmals den hinteren Teil der Bodengruppe abgeschnitten und durch einen Gitterrohr-Hilfsrahmen ersetzt hatte, so dass im Heckbereich neue Fixpunkte für die Karosseriebleche benötigt wurden. Gegenüber der „Serienversion“ waren zudem die Türen aus Gewichts- und Stabilitätsgründen hinter beziehungsweise unter dem äußeren Türblech neu gestaltet, so dass bei ihnen auf die bisherigen Stahlrahmen verzichtet werden konnte. Letztlich waren die Veränderungen derart umfassend, dass die Rennsportbehörden die Fahrzeuge als reinrassige Rennsportwagen in die (serienfernere) Sportwagen-Kategorie einstuften. Beim Rennen 1960 schieden noch alle drei Fahrzeuge wegen technischer Probleme mit den neuen DOHC-Motoren aus; im Folgejahr errangen Denis Hulme und Angus Hyslop jedoch den Klassensieg bei den Sportwagen bis 850 Kubikzentimeter Hubraum, zugleich Platz 14 in der Gesamtwertung unter teils wesentlich stärkeren Fahrzeugen, während der 700S – lange Zeit mit Hoffnung auf einen Klassensieg in der kleineren Hubraumklasse – nach 23½ Stunden kurz vor Rennende ausschied. Der letztgenannte Wagen hat – wenige Jahre später mit einem 1,0-Liter-DOHC-Motor ausgestattet und inzwischen auf Concours-Niveau restauriert – bis heute überdauert.
Über die speziellen Rennsportcoupés für Le Mans hinaus werden in der Fachliteratur und von Markenliebhabern mitunter auch weitere Fiat-Abarth-Sportcoupés als Corna-Coupés bezeichnet: teils in einem engen Sinne die Fiat Abarth Record Monza des Modelljahrs 1961 (die nach dem Ausscheiden Zagatos entstanden und dementsprechend nicht mehr das Emblem „Carrozzeria Zagato“ und das typische „Z“-Logo tragen), teils in einem weiten Sinne alle Coupés, die Corna ab etwa 1958 als Subunternehmer für Zagato eingekleidet hat. Ob und inwieweit die Brüder Corna auch am Bau der Karosserien für die ersten Fiat Abarth Spider Sport tubolare beteiligt waren, die ab Ende 1960 entstanden, ist unklar; nach offizieller Darstellung handelte es sich um ein hauseigenes Design der Carrozzeria Abarth, die sich jedoch üblicherweise Subunternehmen bediente.

### Moretti
Von Corna stammt ferner der zweisitzige offene Aufbau eines Moretti 750 Sport, der 1960 präsentiert wurde; unklar ist, ob es ein Einzelstück blieb oder in mehreren Exemplaren bzw. in Kleinserie gebaut wurde.

### Intermeccanica

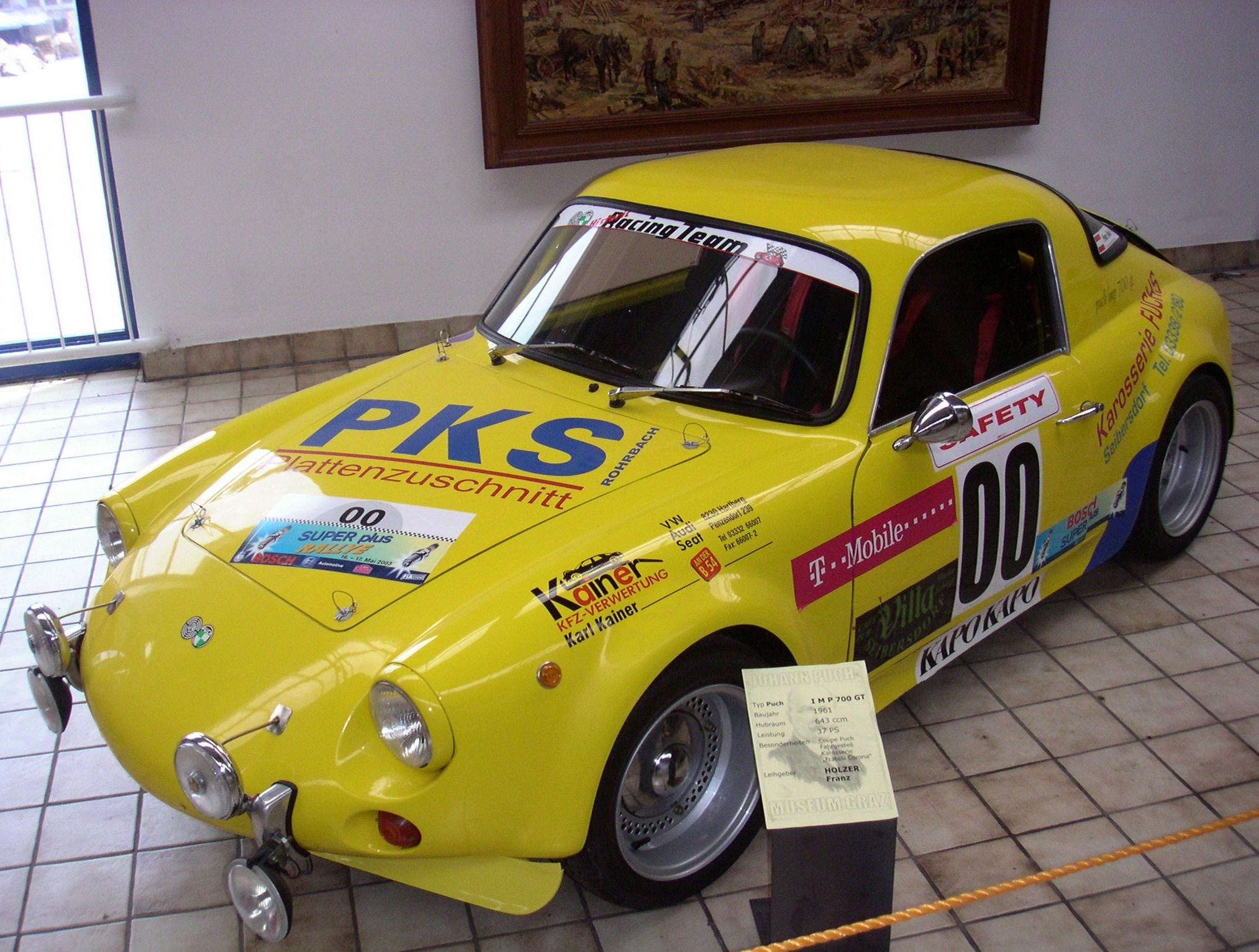
Imp 700 GT (1961)

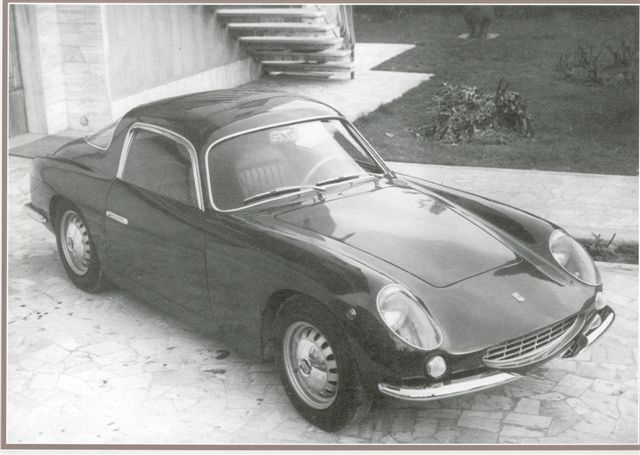
Bandini 1000 GT (1963)

1960 wurde der in Italien lebende Kanadier Frank Reisner auf Corna aufmerksam, der im Jahr zuvor das Unternehmen Costruzione Automobili Intermeccanica (anfänglich als North East Engineering firmierend) gegründet hatte. Intermeccanica ließ bei Corna ab 1960 die Karosserien für den kleinen Sportwagen Imp 700 GT bauen, der auf Puch-Technik basierte und stilistisch an den Abarth 750 Zagato angelehnt war. Die Produktion des Imp 700 GT endete 1962, nachdem 21 Fahrzeuge entstanden und verkauft waren, weil Steyr Daimler Puch – möglicherweise nach einer Intervention Carlo Abarths – keine weiteren Chassis mehr an Intermeccanica lieferte. Corna baute 1962 für Intermeccanica noch den Prototyp des Hybrid-Sportwagens Apollo GT, war an der Serienproduktion aber nicht mehr beteiligt, weil die Serien-Apollos anders als der Prototyp eine Stahlkarosserie hatten, Corna aber ausschließlich mit Aluminium arbeitete.

### Bandini
Das letzte Auto, dessen Karosserie den Corna-Brüdern zugeordnet wird, ist der Bandini 1000 GT.

### Alfa Romeo Giulietta Spiaggina
Erst im 21. Jahrhundert wurde ein weiteres Fahrzeug bekannt und konnte den Gebrüdern Corna zugeordnet werden: ein offener Strandwagen auf Basis eines Alfa Romeo Giulietta t.i. (Tipo 101). Ausgangspunkt war eine viertürige Serien-Limousine aus dem Jahr 1961. Der zweite Eigentümer beauftragte die Corna-Brüder 1963, die Limousine in ein individuelles zweitüriges Cabriolet umzubauen, wie sie damals speziell an der Italienischen Riviera und der Côte d’Azur Mode waren. Auf Kundenwunsch entfernte die Carrozzeria Corna das Stahldach und stabilisierte die verbliebene Struktur; ferner wurden neu entworfene Türen und hintere Seitenteile aus Blech gebaut, die roadsterartig tief ausgeschnitten sind, sowie ein ungewöhnliches, abnehmbares Hardtop aus Edelholz. Weitere Sonderanfertigungen waren jeweils zweiteilige Stoßstangen aus Edelholz vorne und hinten. Das Fahrzeug wurde, wenn auch selten, bis 1984 genutzt, dann eingelagert und erst 2002 von einem Fahrzeugsammler wiederentdeckt. Der von 2012 bis 2020 restaurierte Alfa Romeo ist heute Teil der Stuart Parr Collection im US-Bundesstaat New York.